# Trachylepis depressa
Trachylepis depressa (східний піщаний сцинк) — вид сцинкоподібних ящірок родини сцинкових (Scincidae). Мешкає в Південній Африці.

## Поширення і екологія
Східні піщані сцинки мешкають на півдні Мозамбіку, на південному сході Зімбабве та на північному сході ПАР. Вони живуть у відкритих кам'янистих саванах та серед скель.